# 並木一夫
並木 一夫（なみき かずお、1951年または1952年 - ）は、日本の地方公務員。東京都生活文化局長、東京都スポーツ文化事業団理事長、東京都体育協会理事長などを歴任。瑞宝小綬章受章者

## 人物・経歴
東京都生活文化局長としては「東京都消費者行政活性化基金」を創設して消費者行政を支援、「東京文化発信プロジェクト」として舞台芸術の祭典「フェスティバル／トーキョー１０」を開催、東京都美術館の大規模改修や白金台の庭園美術館改修に取り組む。2011年 (平成23年) 7月 同職を最後に東京都庁退職。
都退職後は東京都スポーツ文化事業団理事長、東京都体育協会理事長、一般社団法人東京都レクリエーション協会会長、公益財団法人日本スポーツクラブ協会監事。

## 栄典
2023年 令和５年秋の叙勲で地方自治功労により瑞宝小綬章受章